# Fartuun Adan

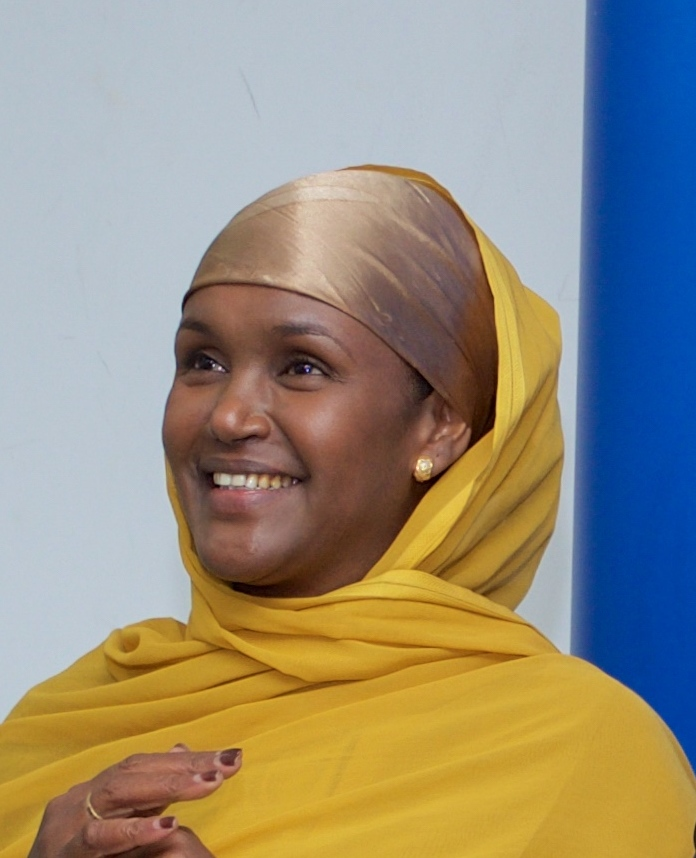
Fartuun Adan (2015)

Fartuun Adan (* 2. Februar 1969 in Mogadischu) ist eine somalische Menschenrechtsaktivistin und Frauenrechtlerin. Zusammen mit ihrer Tochter Ilwad Elman wurde ihr 2022 der Right Livelihood Award („Alternativer Nobelpreis“) verliehen.

## Leben
Fartuun Adan wuchs in Mogadischu auf, wo sie auch ein Studium aufnahm. Im Alter von 18 Jahren heiratete sie Elman Ali Ahmad, der sich nach Ausbruch des somalischen Bürgerkrieges für Friedensprojekte einsetzte. In seinem Geschäft, einem Vertrieb für elektrische Generatoren, beschäftigte er viele junge Leute, die er auf diese Weise davor bewahrte, den lokalen Warlords als Soldat zu dienen. Das Paar bekam drei Töchter.
1990 gründete Fartuun Adan gemeinsam mit ihrem Mann die Organisation Elman Peace. Ihre Initiative „Drop the Gun, Pick Up the Pen“ (etwa: Lass die Waffe fallen, ergreif den Bleistift) trug zur Entwaffnung und Rehabilitation von Tausenden junger Menschen aus  Clan-Milizen bei. Um sich vor der zunehmenden Gewalt in Somalia zu schützen, emigrierten Fartuun Adan und ihre Kinder nach Kanada. Elman Ali Ahmad wurde 1996 bei einem Anschlag südlich von Mogadischu getötet.
Nach Jahren des Exils kehrte Fartuun Adan 2006 wieder nach Somalia zurück, um die Arbeit von Elman Peace fortzuführen. 2010 schloss sich ihre Tochter Ilwad Elman der Organisation an. Elman Peace leistete allmählich in ganz Somalia Pionierarbeit in den sich überschneidenden thematischen Schwerpunkten Frieden und Gerechtigkeit, Klima und Sicherheit, Menschenrechte und Schutz, Geschlechter- und Gleichstellungsfragen, Bildung, Existenzsicherung und Schaffung von Arbeitsplätzen.
Fartuun Adan und Ilwad Elman waren Mitbegründerinnen von Sister Somalia, dem ersten Krisenzentrum für Vergewaltigungsopfer im Land, das Überlebende sexueller und geschlechtsspezifischer Gewalt unterstützt. Inzwischen gibt es Zentren in acht Regionen Somalias, die psychosoziale Beratung und medizinische Notfallversorgung anbieten. Für die große Zahl von Säuglingen, die kurz nach der Geburt auf den Straßen von Mogadischu ausgesetzt werden, schufen die beiden Frauen ein Heim, das ein Betreuungsumfeld schafft. Nach wie vor engagieren sich Adan und Elman für die Wiedereingliederung ehemaliger Kämpfer, einschließlich Kindersoldaten. Ein Schwerpunkt liegt auf Aktivitäten, die die Wiederherstellung der psychischen Gesundheit zum Ziel haben, wobei auch neuartige Therapieformen zum Einsatz gelangen.
2018 gründete Elman Peace gemeinsam mit dem UN-Entwicklungsprogramm das Netzwerk Peace by Africa. Im November 2019 verlor Fartuun Adan eine ihrer Töchter, die Menschenrechtsaktivistin und Diplomatin Almaas Elman. Sie wurde in der Nähe des Flughafens Mogadischu erschossen.

## Auszeichnungen
- 2013: International Women of Courage Award[5]
- 2014: Menschenrechtspreis der Friedrich-Ebert-Stiftung[6]
- 2017: Nominierung für den Aurora-Preis zur Förderung der Menschlichkeit[7]
- 2022: Right Livelihood Award („Alternativer Nobelpreis“)[8]